# Kiso-mura (Nagano)
Kiso-mura (jap.: 木祖村) ist ein Dorf in Kiso-gun in der Präfektur Nagano auf der japanischen Hauptinsel Honshū.

## Geographie
Kiso-mura liegt im Norden des Kisotals. Auf dem Gemeindegebiet befindet sich die Quelle des Kiso. Auf einer Fläche von 140,46 km² leben 3.315 Menschen (Stand: 1. Januar 2010). Angrenzende Kommunen sind die kreisfreien Städte (shi) Matsumoto und Shiojiri und die Stadt (machi) Kiso-machi sowie das Dorf Asahi.

## Geschichte
Die Siedlungen auf dem Gebiet des heutigen Kiso-mura wurden am 1. April 1889 zur heutigen Kommune vereinigt. Eine geplante Teilnahme an der Gebietsreform, aus der im Jahre 2005 Kiso-machi hervorging, wurde zuvor im Jahre 2004 per Volksentscheid abgelehnt.

## Verkehr
Durch Kiso-mura führt die von JR Central betriebene Weststrecke der Chūō-Hauptlinie. Durch den Bahnhof Yabuhara ist Kiso-mura an das japanische Eisenbahnnetz angeschlossen. Des Weiteren führt die Nationalstraße 19 durch Kiso-mura. Somit besteht sowohl im Schienen- als auch im Straßenverkehr eine direkte Verbindung nach Nagoya.

## Bildungseinrichtungen
Die Gemeinde Kiso-mura betreibt eine Grund- und eine Mittelschule.

## Sehenswürdigkeiten und Tourismus
- Gokuraku-Tempel
- Mizukizawa-Naturwald
- Skigebiet auf der Yabuhara Hochebene
- Yabuhara-Schrein

## Weblinks

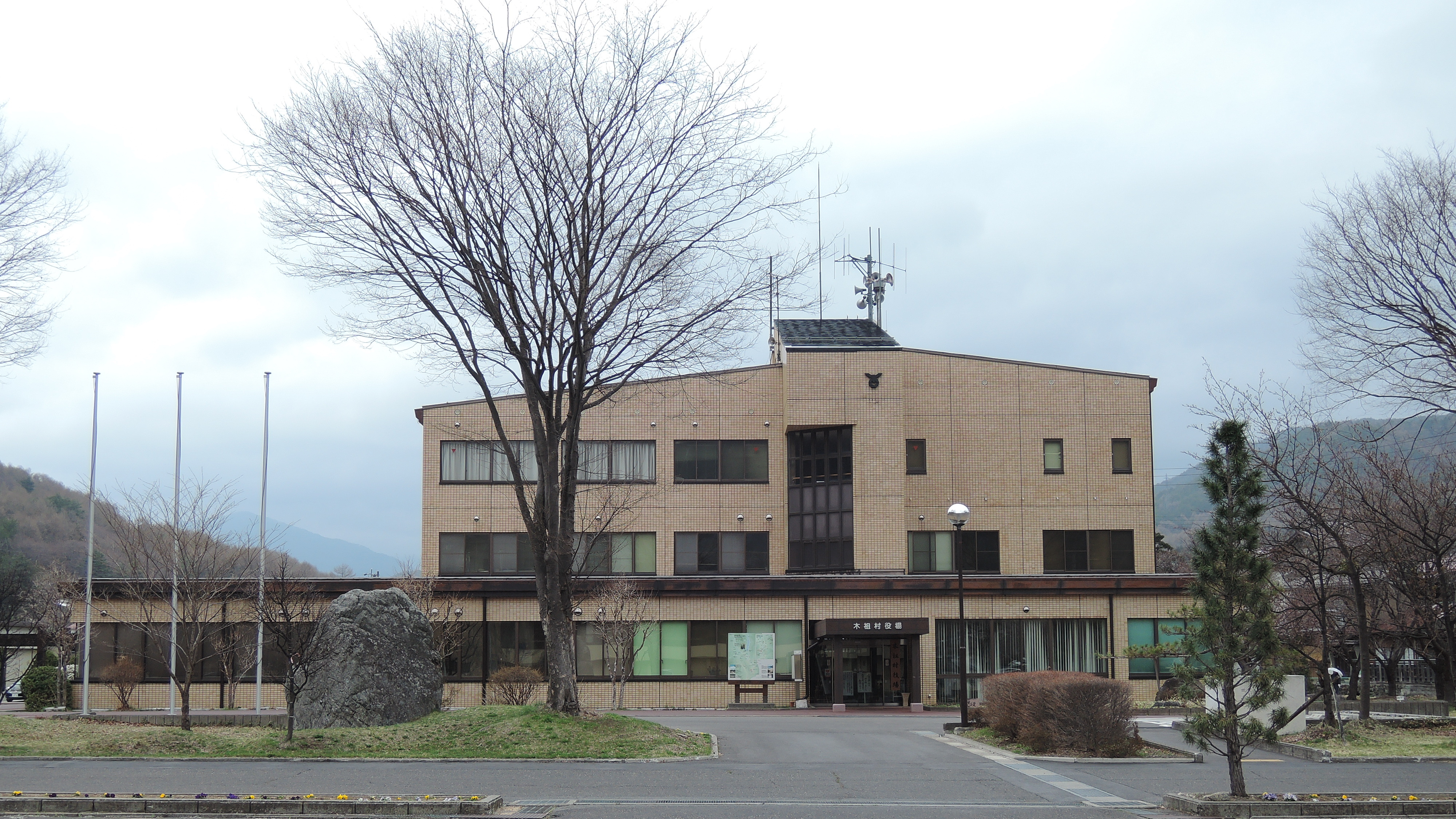
Rathaus